# Marco Bellocchio
Marco Bellocchio (Bobbio, Piacenza, 1939. november 9.) többszörös David di Donatello-díjas olasz forgatókönyvíró, filmrendező, színész.

## Életpályája
Édesapja ügyvéd, édesanyja tanár volt. Előbb Milánóban járt egyetemre, majd Rómában a Filmművészeti Főiskola (Centro Sperimentale di Cinematografia) növendéke lett. Egy évig Londonban a Slade School Fine Arts tanfolyamán képezte tovább magát. Pályáját az 1960-as évek elején, hazatérése után kezdte. Előbb rövid produkciókat forgatott, majd 1965-ben normál terjedelmű játékfilmmel is bemutatkozott. Az 1980-as, 1990-es években gyakran dolgozott Massimo Fagioli pszichoanalitikussal. Az 1999-es Velencei Nemzetközi Filmfesztivál zsűritagja volt. A 2007-es cannes-i fesztivál zsűritagja volt.

## Munkássága
Az Öklök a zsebben (1965) Locarnóban elnyerte a legjobb rendezés díját. A drámai történet egy polgári család bomlását és a fiatal hős lázadását ábrázolta. Második nagy munkája, a Kína messze van (1967) a baloldali olasz értelmiség eszmei kiútkeresését és a kínai hatás problémáját választotta témául.

## Filmográfia

### Film
| Év   | Magyar cím                  | Eredeti cím                                  | Feladatkör | Feladatkör | Feladatkör | Megjegyzések                    |
| Év   | Magyar cím                  | Eredeti cím                                  | Rendező    | Író        | Producer   | Megjegyzések                    |
| ---- | --------------------------- | -------------------------------------------- | ---------- | ---------- | ---------- | ------------------------------- |
| 1961 |                             | La colpa e la pena                           | Igen       | Igen       | Nem        | rövidfilm                       |
| 1965 | Öklök a zsebben             | I pugni in tasca                             | Igen       | Igen       | Nem        |                                 |
| 1967 |                             | La Cina è vicina                             | Igen       | Igen       | Nem        |                                 |
| 1969 | Szerelem és düh             | Amore e rabbia                               | Igen       | Igen       | Nem        | Discutiamo, discutiamo szegmens |
| 1972 | Tedd a szörnyet a címlapra! | Sbatti il mostro in prima pagina             | Igen       | Nem        | Nem        |                                 |
| 1975 |                             | Matti da slegare                             | Igen       | Nem        | Nem        |                                 |
| 1980 |                             | Salto nel vuoto                              | Igen       | Nem        | Nem        |                                 |
| 1982 | Szem, száj                  | Gli occhi, la bocca                          | Igen       | Igen       | Nem        |                                 |
| 1984 | IV. Henrik                  | Enrico IV                                    | Igen       | Igen       | Nem        |                                 |
| 1986 | A test ördöge               | Il diavolo in corpo                          | Igen       | Igen       | Nem        |                                 |
| 1991 |                             | La condanna                                  | Igen       | Igen       | Nem        |                                 |
| 1994 | A lepke álma                | Il sogno della farfalla                      | Igen       | Nem        | Igen       |                                 |
| 1997 | Homburg hercege             | l principe di Homburg                        | Igen       | Igen       | Nem        |                                 |
| 1999 | A dajka                     | La balia                                     | Igen       | Igen       | Igen       |                                 |
| 2002 | Ég áldjon, boldog órák!     | Addio del passato                            | Igen       | Igen       | Igen       | dokumentumfilm                  |
| 2002 | Anyám mosolya               | L'ora di religione (Il sorriso di mia madre) | Igen       | Igen       | Igen       |                                 |
| 2003 | Jó napot, éjszaka!          | Buongiorno, notte                            | Igen       | Igen       | Igen       |                                 |
| 2003 |                             | Radio West                                   | Nem        | Igen       | Nem        |                                 |
| 2006 | Házasságok rendezője        | Il regista di matrimoni                      | Igen       | Igen       | Igen       |                                 |
| 2009 |                             | Vincere                                      | Igen       | Igen       | Nem        |                                 |
| 2012 | Csipkerózsika hosszú álma   | Bella addormentata                           | Igen       | Igen       | Nem        |                                 |
| 2015 |                             | Sangue del mio sangue                        | Igen       | Igen       | Nem        |                                 |
| 2016 |                             | Pagliacci                                    | Igen       | Igen       | Igen       | rövidfilm                       |
| 2016 | Szép álmokat                | Fai bei sogni                                | Igen       | Igen       | Nem        |                                 |
| 2017 |                             | Per una rosa                                 | Igen       | Igen       | Nem        | rövidfilm                       |
| 2018 |                             | La lotta                                     | Igen       | Igen       | Nem        | rövidfilm                       |
| 2019 | Az első áruló               | Il traditore                                 | Igen       | Igen       | Nem        |                                 |
| 2021 |                             | Marx può aspettare                           | Igen       | Igen       | Nem        | dokumentumfilm                  |
| 2023 | Elrabolták                  | Rapito                                       | Igen       | Igen       | Nem        |                                 |
| 2024 |                             | La vita accanto                              | Nem        | Igen       | Igen       |                                 |

Színészként
- Franco Cristaldi és az ő Cinema Paradiso-ja (2009) – önmaga

### Televízió
| Év   | Cím                                          | Megjegyzések                             |
| ---- | -------------------------------------------- | ---------------------------------------- |
| 1978 | La macchina cinema                           | rendező és író (5 epizód)                |
| 1993 | L'uomo dal fiore in bocca                    | tévéfilm (filmrendező)                   |
| 2005 | Claudia Cardinale (Essere Claudia Cardinale) | tévéfilm (önmagát alakítva)              |
| 2022 | Esterno notte                                | megalkotó, társíró és rendező (6 epizód) |

## Díjai
- Locarnói Nemzetközi Filmfesztivál Ezüst Vitorla-díja (1965) Öklök a zsebben
- Velencei Filmfesztivál Fipresci-díja (1967) Kína messze van
- Berlini Nemzetközi Filmfesztivál Fipresci-díj (1975) Matti da slegare
- Berlini Nemzetközi Filmfesztivál OCIC-díj (1975) Matti da slegare
- Locarnói Nemzetközi Filmfesztivál Bronz Leopárd-díja (1976)
- Berlini Nemzetközi Filmfesztivál Fipresci-díj (1979) La macchina cinema
- David di Donatello-díj a legjobb rendezőnek (1980) Salto nel vuoto
- Golden Globe-díj a legjobb filmnek (1991) La condanna
- Golden Globe-díj a legjobb filmnek (1997) Homburg hercege
- Golden Globe-díj a legjobb filmnek (2002) Anyám mosolya
- 55. Cannes-i Fesztivál Ökumenikus zsűri díja (2002) Anyám mosolya
- Európai kritikusok díja – FIPRESCI-díj (2003) Jó napot, éjszaka!
- Velencei Filmfesztivál legjobb forgatókönyve (2003) Jó napot, éjszaka!
- Golden Globe-díj a legjobb filmnek (2006) Házasságok rendezője
- Chicagói Nemzetközi Filmfesztivál Ezüst Hugo-díja (2009) Vincere
- David di Donatello-díj a legjobb rendezőnek (2010) Vincere
- Arany Oroszlán díj (Életműdíj) (2011)
- Tiszteletbeli Pálma (Életműdíj)[5] (2021)